# Йозеф Кратохвіл (біолог)
Йозеф Кратохвіл (чеськ. Josef Kratochvíl; 6 січня 1909 — 17 лютого 1992) — чеський зоолог, член-кореспондент Словенської академії наук і мистецтв.

## Життєпис
Протягом тривалого часу директор Науково-дослідного інституту хребетних Чехословацької академії наук у Брно; професор сільськогосподарського коледжу у Брно, голова Чехословацького зоологічного товариства, автор 250 наукових праць. З 5 лютого 1970 року — член-кореспондент Словенської Академії наук і мистецтв. Автор опису татранського норика (Microtus tatricus) і татранського підвиду альпійського бабака (Marmota marmota latirostris)..

## Описані таксони павуків
| - Barusia hofferi (Kratochvíl, 1935) - Barusia insulana (Kratochvíl & Miller, 1939) - Barusia korculana (Kratochvíl & Miller, 1939) - Barusia maheni (Kratochvíl & Miller, 1939) - Barusia Kratochvíl, 1978 - Buresiolla Kratochvíl & Miller, 1958 - Carinostoma Kratochvíl & Miller, 1958 - Centetostoma Kratochvíl & Miller, 1958 - Folkia Kratochvíl, 1970 - Giljarovia Kratochvíl & Miller, 1958 - Histricostoma Kratochvíl & Miller, 1958 - Leptonetela Kratochvíl, 1978 - Lola Kratochvíl, 1937 - Mediostoma Kratochvíl & Miller, 1958 - Paralola Kratochvíl, Balat & Pelikan, 1958 - Parastalita Absolon & Kratochvíl, 1932 | - Stalagtia monospina (Absolon & Kratochvíl, 1933) - Stalagtia skadarensis Kratochvíl, 1970 - Stalagtia Kratochvíl, 1970 - Stalitella noseki Absolon & Kratochvíl, 1933 - Stalitella Absolon & Kratochvíl, 1932 - Stygopholcus skotophilus Kratochvíl, 1940 - Stygopholcus Absolon & Kratochvíl, 1932 - Sulcia armata Kratochvíl, 1978 - Sulcia inferna Kratochvíl, 1938 - Sulcia mirabilis Kratochvíl, 1938 - Sulcia montenegrina (Kratochvíl & Miller, 1939) - Sulcia nocturna Kratochvíl, 1938 - Sulcia occulta Kratochvíl, 1938 - Sulcia Kratochvíl, 1938 - Travuniidae Absolon & Kratochvíl, 1932 - Typhlonesticus absoloni (Kratochvíl, 1933) |